# Liebliche Fettschwanzbeutelratte
Die Liebliche Fettschwanzbeutelratte (Thylamys venustus) kommt in Bolivien in den Departamentos Cochabamba, Chuquisaca, Tarija und im Westen von Santa Cruz, sowie im nordwestlichen Argentinien in den Provinzen Jujuy und Tucumán vor.

## Beschreibung

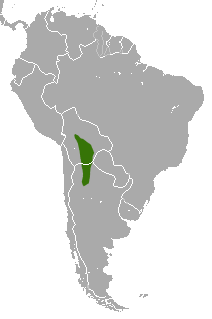
Das Verbreitungsgebiet im mittleren Andengebiet

Die Tiere erreichen eine Kopfrumpflänge von 8,4 bis 11 cm, haben einen 11,1 bis 13,8 cm langen Schwanz und erreichen ein Gewicht von 12 bis 26,5 g. Der Schwanz hat in der Regel eine Länge von 130 % der Kopfrumpflänge. Er ist auf der Oberseite braun und unten grau und kann als Fettspeicher dienen. Das Rückenfell und die Kopfoberseite sind graubraun bis zimtbraun. Wie bei Fettschwanzbeutelratten üblich sind die Haare gebändert mit drei unterschiedlichen Farbzonen. Die Haare des Bauchfells sind an der Basis grau und an den Spitzen weißlich oder gelblich. Die Augen sind von schwarzen Ringen umgeben. Die Ohren sind groß und hellbraun gefärbt. Vorder- und Hinterpfoten sind weißlich. Die Weibchen haben keinen Beutel. Die Anzahl der Zitzen ist unbekannt. Der Karyotyp der Lieblichen Fettschwanzbeutelratte besteht aus einem Chromosomensatz von 2n=14 Chromosomen (FN=20).

## Cinderella-Fettschwanzbeutelratte
Oldfield Thomas beschrieb im Jahr 1902 zwei Populationen aus dem nordwestlichen Argentinien und südlichen Bolivien als Unterarten der Eleganten Fettschwanzbeutelratte (Thylamys elegans). Eine mit zimtbraunem oberseitigen Fell erhielt das Epitheton venustus und die andere mit aschgrauem Fell das Epitheton cinderella, da sie ihn an das Märchen Aschenputtel denken ließ, das im Englischen Cinderella heißt. Weitere Unterscheidungsmerkmale der beiden Populationen sind eine gut entwickelte Verdickung am Schädelknochen Postorbitale bei der Cinderella-Fettschwanzbeutelratte  und nichtgraue Abschnitte an den Haarwurzeln am Kinn, an der Kehle sowie an der Mittellinie des Bauches bei der Lieblichen Fettschwanzbeutelratte. Die Cinderella-Fettschwanzbeutelratte hat nur auf der Brust keine graue Haarbasis. Später erhielten beide Populationen Artstatus. Neuere taxonomische Studien konnten keine deutlichen genetischen Differenzen finden, die eine Unterteilung in zwei Arten oder Unterarten gerechtfertigten. So wird cinderella als Synonym von venustus geführt. In manchen Werken ist als deutscher Trivialname der gesamten Art Cinderella-Fettschwanzbeutelratte verzeichnet, obwohl sich die ursprüngliche Namenswahl auf eine bestimmte Population oder Farbvariante bezog.

## Lebensraum und Lebensweise
Die Liebliche Fettschwanzbeutelratte kommt in den feuchten Wäldern der Yunga, im Chaparral, in verbuschtem Gelände und vom Menschen kultiviertem Land in Höhen von 250 bis 4000 Metern vor. Über ihre Ernährung und ihre Aktivitätsmuster liegen bisher keine Informationen vor. Weibchen mit Jungtieren an den Zitzen wurden im Februar und Oktober gefangen, selbstständige Jungtiere von Februar bis Mai.

## Systematik
Die Liebliche Fettschwanzbeutelratte wurde erstmals im Jahr 1902 durch den britischen Zoologen Oldfield Thomas beschrieben und der Eleganten Fettschwanzbeutelratte (damals Marmosa elegans) als Unterart zugeordnet. Heute gilt sie als eigenständige Art und wird in die Gattung der Fettschwanzbeutelratten (Thylamys) gestellt.

## Status
Die IUCN macht über eine eventuelle Gefährdung der Lieblichen Fettschwanzbeutelratte keine Angaben, da zu wenig Daten vorliegen. Ihr Verbreitungsgebiet ist teilweise dicht von Menschen besiedelt und große Teile des Habitats sind zu Ackerland umgewandelt worden. Im Verbreitungsgebiet gibt es mehrere Schutzgebiete. In keinem wurde die Art bisher allerdings nachgewiesen.

## Belege
1. 1 2 3 4 5 6  Diego Astúa: Family Didelphidae (Opossums). in Don E. Wilson, Russell A. Mittermeier: Handbook of the Mammals of the World – Volume 5. Monotremes and Marsupials. Lynx Editions, 2015, ISBN 978-84-96553-99-6. Seite 179.
2. ↑  Don E. Wilson, DeeAnn M. Reeder (Hrsg.): Mammal Species of the World. A taxonomic and geographic Reference. 3. Auflage. 2 Bände. Johns Hopkins University Press, Baltimore MD 2005, ISBN 0-8018-8221-4 (englisch, Thylamys).
3. ↑  Beolens, Watkins & Grayson: The Eponym Dictionary of Mammals. Johns Hopkins University Press, Baltimore 2009, ISBN 978-0-8018-9304-9, S. 79 (Cinderella).
4. ↑  Alfred L. Gardner (Hrsg.): Mammals of South America. Band I. University of Chicago Press, 2008, S. 108–109 (englisch, Key to the species of Thylamys).
5. ↑  Thylamys venustus in der Roten Liste gefährdeter Arten der IUCN 2016. Eingestellt von: Flores, D., 2016. Abgerufen am 15. März 2020.